# 77e brigade aéromobile
Pour les articles homonymes, voir 77e brigade.
La 77e brigade aéromobile, de son nom complet la 77e brigade aéroportée autonome du « Dniepr » (en ukrainien : 77 окрема аеромобільна Наддніпрянська бригада, abrégé en 77 ОАеМБр ; numéro d'unité militaire А4355) est une grande unité des Forces d'assaut aérien ukrainiennes. Son point de déploiement permanent est Kryvyi Rih, oblast de Dnipropetrovsk.

## Création
Elle est créée à l'été 2022 à Jytomyr, à partir d'un noyau d'officiers et de sous-officiers venant d'autres brigades des forces d'assaut aéroportées sur la base du 199e centre de formation (uk) des troupes d'assaut aéroportées. Ses bataillons bénéficient de formations aux normes OTAN, notamment en Pologne, au Royaume-Uni et en France,. en 2022 la formation de la brigade se termine sur le 37e terrain d'entraînement militaire combiné de Teterivka (uk) où l'unité est agrégée.

## Chefs de corps
En 2022, le chef de corps de l'unité est le colonel Oleg Balyas.

## Historique

### 2023
Les 1er et 4e bataillons sont engagés à partir du 9 janvier 2023 lors de la bataille de Soledar aux côtés de la 46e brigade aéromobile et tout au long de l'année 2023, Ils prennent part aux combats pour les colonies de Krasna Gora, Paraskoviivka et Vasyukivka durant la bataille de Bakhmout,,.
Du 26 novembre 2023 à début mars 2024, la brigade est retirée du front pour reconstitution à Jytomyr, et reçoit trois mois de formation supplémentaire.

### 2024
À partir de mars 2024, l'unité est redéployée près da forêt de Kreminna, au nord de l'oblast de Louhansk et repousse les offensives russes de Novoselivske (uk), Pidkouïchansk (uk), Stelmakhivka (uk), Kolomiychikha (uk), Kryvyoshiivka (uk), Myasozharivka (uk) du Raïon de Svatove au nord de l'oblast de Louhansk, ainsi que dans les villages de Berestov et Kuzmivka de l'oblast de Kharkiv.

## Structure
.

### Ordre de bataille
En décembre 2024, l'ordre de bataille connu de la brigade est le suivant :
- État-major de la brigade ;
  - 
    -  Compagnie de protection du QG ;
    -  unité de recrutement[7] ;

  -  1er bataillon aéromobile ;
  -  2e bataillon aéromobile ;
  -  3e bataillon aéromobile ;
  -  4e bataillon aéromobile ;
  -  compagnie de chars (des T-80[3]) ;
  -  groupe d'artillerie de la brigade[8] :
    - 
      -  État-major (штаб) du groupe d'artillerie ;
      -  batterie de contrôle et d'acquisition de cibles ;

    -  1er bataillon d'artillerie automotrice ;
    -  2e bataillon d'artillerie automotrice ;
    -  bataillon de lance-roquettes multiples ;
    -  bataillon anti-char ;

  -  bataillon de défense antiaérienne ;
  -  compagnie de systèmes aériens d'attaque sans pilote ;
  -  compagnie de reconnaissance ;
  -  bataillon du génie ;
  -  compagnie de logistique ;
  -  compagnie de maintenance ;
  -  compagnie de transmissions ;
  -  compagnie de guerre électronique ;
  -  compagnie médicale (soins et évacuation) ;
  -  compagnie de protection NBC.

### Matériel
La brigade dispose comme véhicules blindés de transport de Kozak, de BTR-3E, de BMP-2-30, de MRAP MaxxPro et d'ATF Dingo.
Le 19 juin 2024, la brigade lance une collecte pour l'achat d'un drone terrestre Sirko-S1 d'une valeur de 471 661 UAH (environ 10 800 euros), en décembre 2024, un peu plus de la moitié de la somme est récoltée

## Traditions

### Drapeau de batailles
Le 24 août 2023, le président de l'Ukraine, commandant en chef suprême des armées remet au colonel Balyas le drapeau de bataille de l'unité.

### Décorations
Le jour de l'Indépendance, le 24 août 2024, par décret du Président de l'Ukraine Volodymyr Zelensky, la 77e brigade aéromobile autonome reçoit le prix honorifique « Pour le Courage et la Bravoure » et reçoit également le nom honorifique « du Dniepr » (en ukrainien : Наддніпрянська (Naddnipryansʹka)). Son nom complet officiel devient ainsi la 77e brigade aéromobile autonome « du Dniepr » des troupes d'assaut aéroportées des forces armées ukrainiennes (en ukrainien : 77 окрема аеромобільна Наддніпрянська бригада Десантно-штурмових військ Збройних Сил України).
Trois parachutistes de l'unité ont été honorés de la plus haute distinction d'État, le titre de "Héros de l'Ukraine". Ce titre a été décerné au lieutenant-colonel Oleg Volodymyrovych Dmytruk et à titre posthume au soldat Yevgeny Elmanovich Zinoviev ainsi qu'au sergent subalterne (uk) Artem Yuriyovich Sobchenko (uk).
41 militaires de l'unité ont reçu les ordres « Bohdan Khmelnytskyi » de divers degrés (dont 12 à titre posthume) et 448 militaires ont reçu les ordres « Pour le Courage et la Bravoure » de différents degrés (dont 305 à titre posthume).

### Fête de l'unité
La fête de l'unité militaire est célébrée le 28 octobre.

### Devise et cri de guerre
la devise de l'unité est Furieux quand on est provoqué ! (en ukrainien : Лютий, коли спровокований!).